# Union spirite de France
L'Union spirite de France (USF), anciennement Union spirite française (USF) puis Union scientifique francophone pour l’investigation psychique et l’étude de la survivance (USFIPES), est une fédération nationale fondée en 1883 dont l'histoire est liée à celle du mouvement spirite en France. Plus tard, elle devient une association d'études métapsychiques et parapsychologiques, indépendante des institutions représentatives du mouvement spirite (Conseil spirite international, Confédération spirite panaméricaine, Fédération spirite internationale).

## Introduction
Le 1er avril 1858, Allan Kardec fonde la première association spirite française, elle se nomme Société Parisienne des Études Psychiques (S.P.E.S.),,, il en sera le premier président. Les réunions se tiendront d'abord à la galerie Valois (Palais-Royal), puis dès le 1er avril 1859 au restaurant Donix (galerie Montpensier (Palais-Royal)), avant de trouver à nouveau un local au 59, passage Sainte-Anne, le 1er avril 1860,,.
C'est cette même année que, dans le premier numéro de La Revue Spirite, il publie un appel à témoin pour les « manifestations matérielles et/ou intelligentes [...] ; les faits de lucidité somnambulique et d'extase ; les faits relatifs au pouvoir occulte attribué à tort ou à raison, à certains individus ; les égendes et croyances populaires ; les faits de visions et apparitions ; les phénomènes psychologiques particuliers qui s'accomplissent à l'instant de la mort ; les problèmes moraux et psychologiques à résoudre ; les faits moraux, actes remarquables de dévouement et d'abnégation [...] ».
Les travaux de la SPES intéressent les lecteurs de la Revue qui en publiera les comptes rendus et les résultats de recherche, dans une rubrique dédiée, dès 1859.
Dans la revue de décembre 1868, Allan Kardec publie un « plan transitoire » pour la création d'un comité central en tant qu'« autorité morale » ainsi qu'une liste de ses attributions :

« 1° Le soin des intérêts de la doctrine et sa propagation ; le maintien de son unité par la conservation de l'intégrité des principes reconnus ; le développement de ses conséquences ; 

2° L'étude des principes nouveaux, susceptibles d'entrer dans le corps de la doctrine ; [...]

5° Le maintien, la consolidation et l'extension des liens de fraternité entre les adeptes et les sociétés
particulières des différents pays ;

6° La direction de la Revue qui sera le journal officiel du Spiritisme, et à laquelle pourra être jointe
une autre publication périodique ; [...]

16° La convocation des congrès et assemblées générales. »

— Allan Kardec, dans la Revue Spirite, décembre 1868
En mars 1869, Allan Kardec décède sans que ce comité central ne voit le jour. Bien qu'avec sa mort, Henri Sausse parle de la fin de la Société, en 1885, elle publie son propre bulletin mensuel, La Pensée libre, jusqu'à sa dissolution en 1890.

## Histoire

### La fondation
C'est après un voyage de Pierre-Gaëtan Leymarie à Liège, le 22 septembre 1882, que les spirites de Paris se réunissent en commission pour débattre et constituer une fédération nationale sur le modèle de la fédération belge, et dont les travaux seront rendus public le 24 décembre 1882. C'est en publiant Le Spiritisme, son organe officiel, que l'Union Spirite Française officialise sa création,. C'est dans la même revue qu'elle annonce neuf ans plus tard sa dissolution et céder le titre à Gabriel Delanne, le 21 octobre 1891.

### La refondation

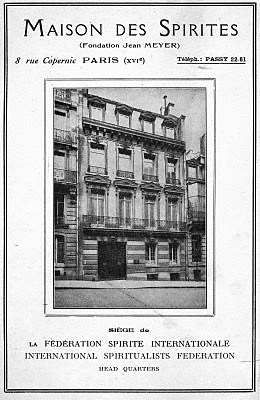
Maison des Spirites (8 rue Copernic, Paris 16^{è}^{)}

Cependant, le 25 février 1919, Jean Meyer la refonde. Elle se donne pour but de fédérer tous les spirites, ainsi que toutes les personnes isolées dans les villes et villages de France s'occupant de spiritisme. Son siège est au 11, avenue des Tilleuls à Paris 16è. Elle a comme président Gabriel Delanne et  Léon Denis comme président d'honneur. Elle publie un nouvel organe, dès 1921, Bulletin de l'Union Spirite Française.
En 1923, elle siège à la fondation Jean Meyer, plus connue sous le nom de "Maison des Spirites", au 8, rue Copernic (Paris 16ème), où sont également l'Institut Métapsychique International, La Revue spirite et la Fédération spirite internationale,. Plus tard, elle en partira pour le n°10 de la rue Léon Delhomme, à Paris 15è.

### La Caisse de Bienfaisance
Dès la fin de l'année 1923, Paul Bodier rapporte que certaines voix au sein de l'Union expriment la volonté de constituer une caisse de bienfaisance qui devient effective le 17 janvier 1924.
Elle a vocation de venir en aide aux « nécessiteux » de Paris et sa banlieue, aux personnes isolées « en province ou dans les Colonies, et adhérant à l'Union », ainsi qu'aux groupements affiliés à l'Union disposant aussi d'une caisse. Elle doit venir en aide « à tous les Spirites, et, [...] à tout être humain frappé par l'épreuve [...] quelles que soient les opinions philosophiques, religieuses ou autres » et en priorité aux adhérents de l'Union (individus ou groupements).
Elle était alimentée par des dons et le produit des souscriptions permanentes lui étant adressé. L'ensemble des dépenses et des recettes ont été publiées dans le Bulletin.
Le 17 mars 1924, 61 souscriptions permanentes lui étaient adressées pour un montant de 2 490,95 francs.

### Après la Guerre
Elle demeurera active durant l'occupation et reprendra ses activités de congrès dès 1946, à Paris,.
L'USF, représentée par André Dumas (vice-président), participera au Congrès Spirite Internationale de 1948 à Londres, à l'initiative des organisations spirites et spiritualistes d'outre-manche. Lors de l'évènement, le comité générale de la Fédération spirite internationale définit le spiritisme par la survie de l'âme et la communion des esprits avec les vivants, laissant la question de la doctrine spirite et de la charité à la libre appréciation des adeptes, en vue d'une large union des spirites aux spiritualistes. Si ces derniers points constituaient un des héritages d'Allan Kardec ,,, la présence des adeptes de la doctrine en son sein la maintiendra dans cette tendance.
Après la mort d'Hubert Forestier (1901-1971), rédacteur en chef et ayant droit du titre "La Revue Spirite", André Dumas (président de l'USF) rachète pour un franc symbolique les droits de publication.

### Un changement de cap
C'est le 25 avril 1976 que l'USF, réunit en assemblée générale, vote un changement des statuts ;  à cette occasion elle se renomme Union Scientifique Francophone pour l’Investigation Psychique et l’Étude de la Survivance. Pour l'anthropologue des religions Marion Aubrée, ce changement signifie une  « rupture avec la tradition [spirite] » associée à une « réinterprétation » de la doctrine spirite. Si des conférences quotidiennes continuent d'être données, elles sont suivies de séances de voyances. Aussi, André Dumas annonce en novembre 1976 l'arrêt du titre "La Revue Spirite" et son remplacement par "Renaître 2000" afin de publier les résultats d'investigations dites psychiques et de recherches théoriques et expérimentales sur la survie de l'âme — on trouve aussi des articles traitant de numérologie, de Nostradamus, d'astrologie, de bouddhisme, etc. Elle cesse de paraître jusqu'au décès de son fondateur en 1997.
En 1985, Roger Perez (d)  et d'autres pratiquants fondent l'Union Spirite Française et Francophone ; ils souhaitent revenir aux principes de base du mouvement spirite, selon les vœux d'un comité central d'Allan Kardec, rassembler tous les groupements spirites et les militants du spiritisme en France et dans la francophonie. Cette même année, il entame une procédure de destitution des droits détenus par André Dumas sur "La Revue Spirite" qui s'est avérée fructueuse.
En 2010, une association tourangeau portant le nom d'Union Spirite Française a été fondée ; distincte de l'USFF et de l'USFIPES. À la différence des deux premières, elle n'a déclaré que vouloir propager le spiritisme et non unir des groupes ou des personnes.

## Actuellement
Dans ses statuts, publiés le 27 septembre 2020, l'USFIPES se nomme Union Spirite de France (USF). Elle se donne pour but : (1) « l’étude, au point de vue scientifique, philosophique et moral du spiritisme, du paranormal, de l’approche spirituelle et des sciences métaphysiques », (2) « la diffusion des connaissances relatives au spiritisme et aux recherches connexes ci-dessus énoncées », (3) « au point de vue expérimental, la recherche privilégiée de tous les faits pouvant accréditer la thèse de la survivance de l’âme après la mort et celle des vies antérieures ».
L'USF dit inscrire son action dans la continuité de célèbres spirites, comme Allan Kardec, Camille Flammarion, Gabriel Delanne ou Ernest Bozzano ; par ses diverses recherches, enrichir le dossier de la « psyché[Lequel ?] » et de sa « survivance » ; enfin, divulguer ces idées et ces travaux par les conférences qu'elle donne ou accueil.

### Publications
- Société parisienne des études spirites, La Pensée libre : organe de recherches psychiques : bulletin de la Société parisienne des études spirites, Paris, s.n., 1885 (BNF 32834956)
- Union Spirite Française, Bulletin de l'Union spirite française : organe des spirites de France et des colonies, Paris, 1921-1935 (BNF 32721886)
  - devient Union Spirite Française, Survie : Organe de l'Union spirite française, Paris, 1936-1976 (ISSN 0049-2655, BNF 34349524)
    - assimilé par Union Scientifique Francophone pour l’Investigation Psychique et l’Étude de la Survivance, Renaître 2000, Dammartin-en-Goële, André Dumas, 1976-1996 (BNF 34350796)
- Union Scientifique Francophone pour l’Investigation Psychique et l’Étude de la Survivance, Le Bulletin, Paris, USFIPES, novembre 2019 (BNF 34350796)
  - devient Union Spirite de France, Le Bulletin, Paris, USF (1re éd. sept. 2020) (ISSN 2259-6941)